# Centrarthra argentea
Centrarthra argentea är en fjärilsart som beskrevs av Warren. Centrarthra argentea ingår i släktet Centrarthra och familjen nattflyn. Inga underarter finns listade i Catalogue of Life.